# Gentbrugse Meersen

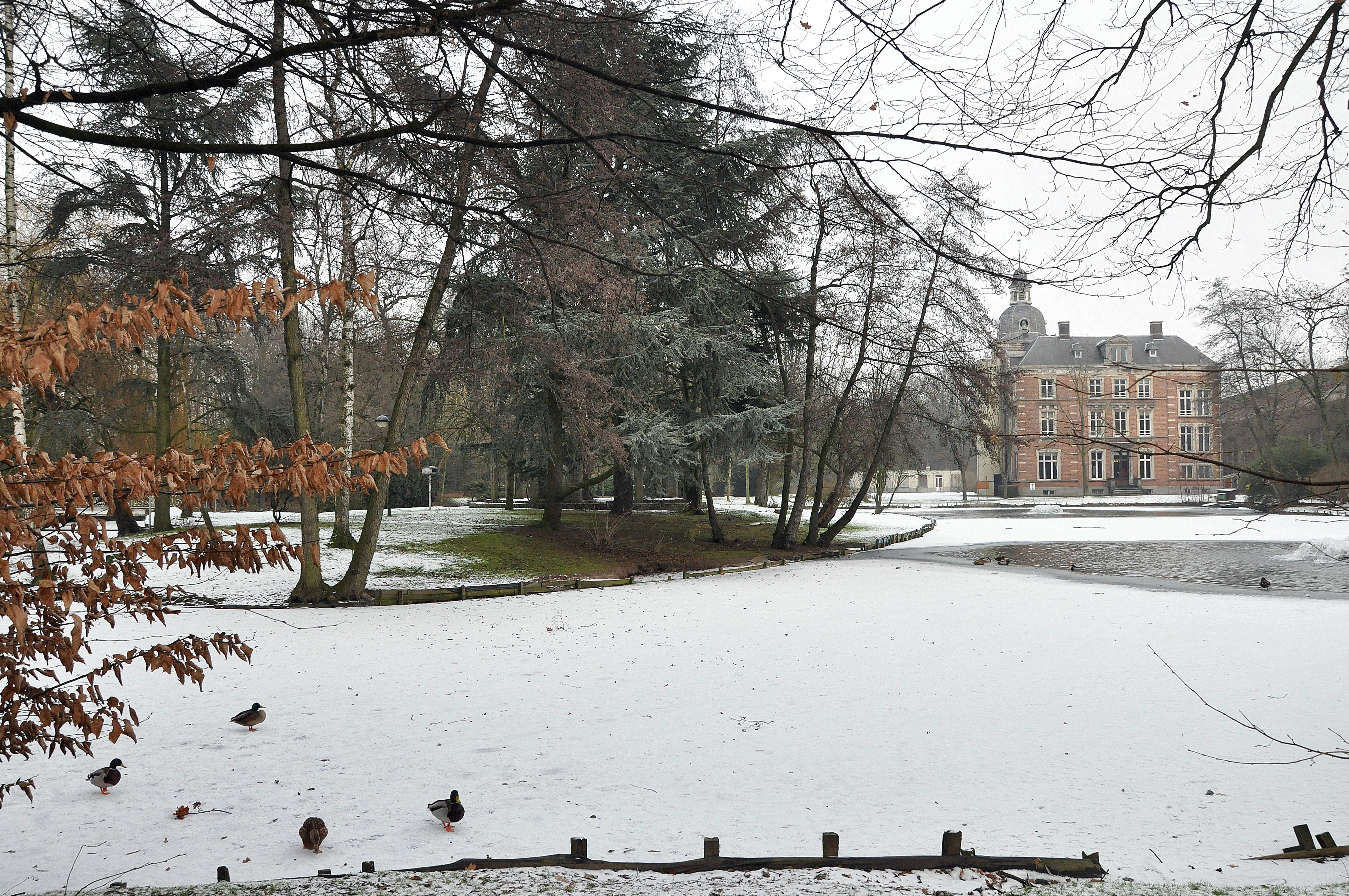
Frans Tochpark met het Braemkasteel

De Gentbrugse Meersen is een van de vier Gentse groenpolen. De naam verwijst naar het verleden van het gebied, een meers in een bocht van de Zeeschelde gelegen in de deelgemeente Gentbrugge.
Het park- en natuurgebied is ongeveer 240 hectare groot en de aanleg ervan startte begin 2013. Het Frans Tochpark met het Braemkasteel, het geboortebos en het Rattendaelepark maken er deel van uit. Een gedeelte van de Gentbrugse Meersen is eigendom van de stad Gent het andere deel is van Natuurpunt. De volkstuinen werden uitgebreid in 2014 en sport- en speelterreinen legde men achter het dienstencentrum in hetzelfde jaar aan. Ook het Braembos wordt heringericht. Via de Weversbosdreef geraken fietsers en wandelaars gemakkelijk in Heusden via betonnen wandel- en fietspaden. Banken werden langs de paden neergezet en hier en daar geraakt men via staketsels tot aan kleine waterplassen.
Vlak bij het Vredesbos staat het Vredesmonument.
De leuze van de Gentbrugse Meersen is "Voor elk wat wil(d)s". Voor het ontwerp werd gekozen voor 'van recreatie-natuur naar natuur-recreatie'. Daarom ligt het accent in de onthaalzone op recreatie, in het Zuidelijke deel is dit al wat meer een mengeling en voor het Noordelijk deel is het vooral genieten van natuur. Een sportcluster is eveneens een onderdeel van de Gentbrugse Meersen.
Het beheer en -plan is een samenwerking tussen Natuurpunt Gent Werkgroep Gentbrugse Meersen (www.WGBM.be) en de groendienst van Stad Gent. In een beheercommissie worden de afspraken gemaakt en de activiteiten opgevolgd. De groendienst van Stad Gent zal dit beheer vooral uitvoeren met personeel in loondienst, Natuurpunt Gent WGBM doet vooral beroep vrijwilligers. Dit maakt de samenwerking dan ook zo uniek.

## Afbeeldingen

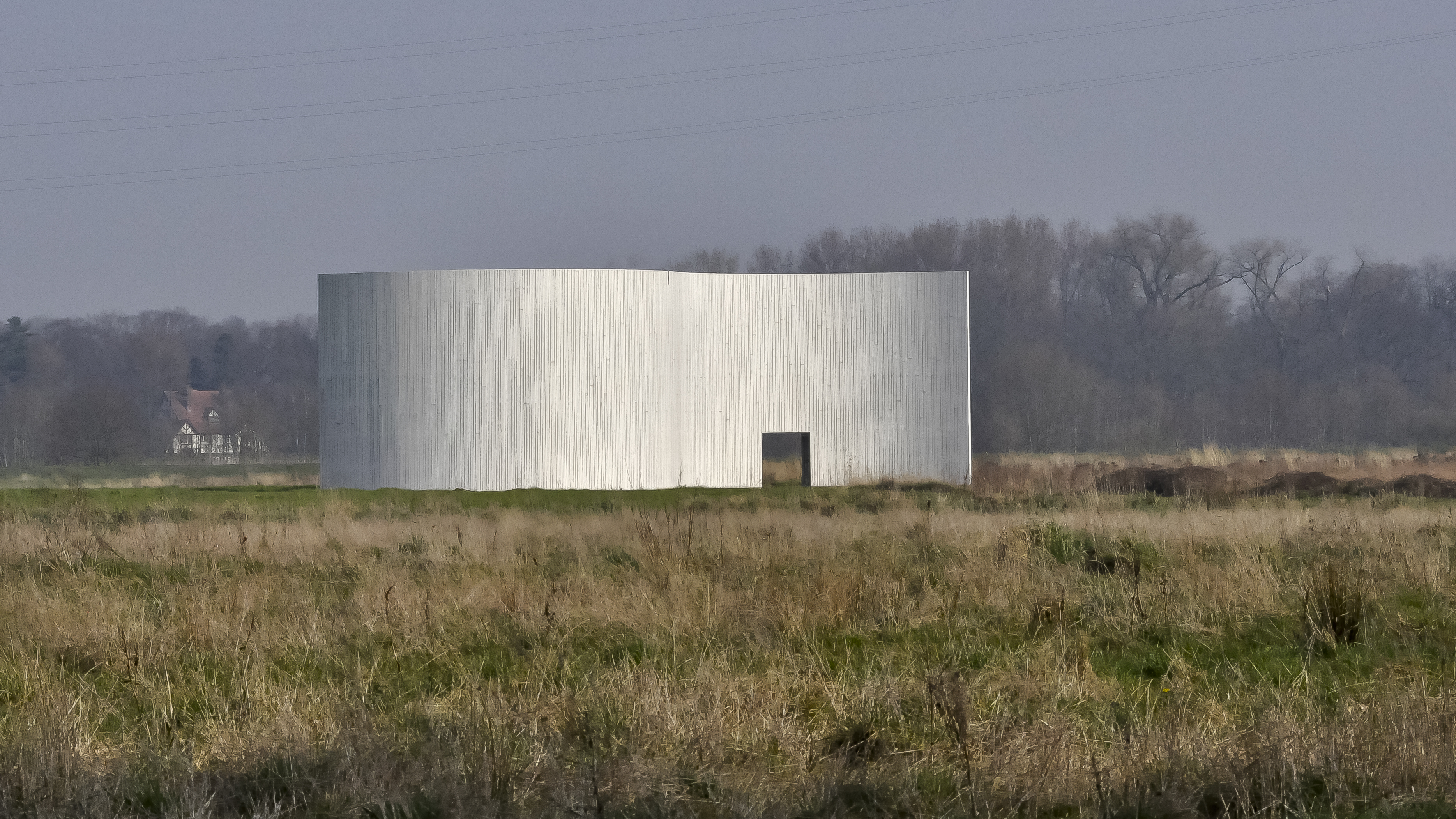
Het Vredesmonument aan de Schelde
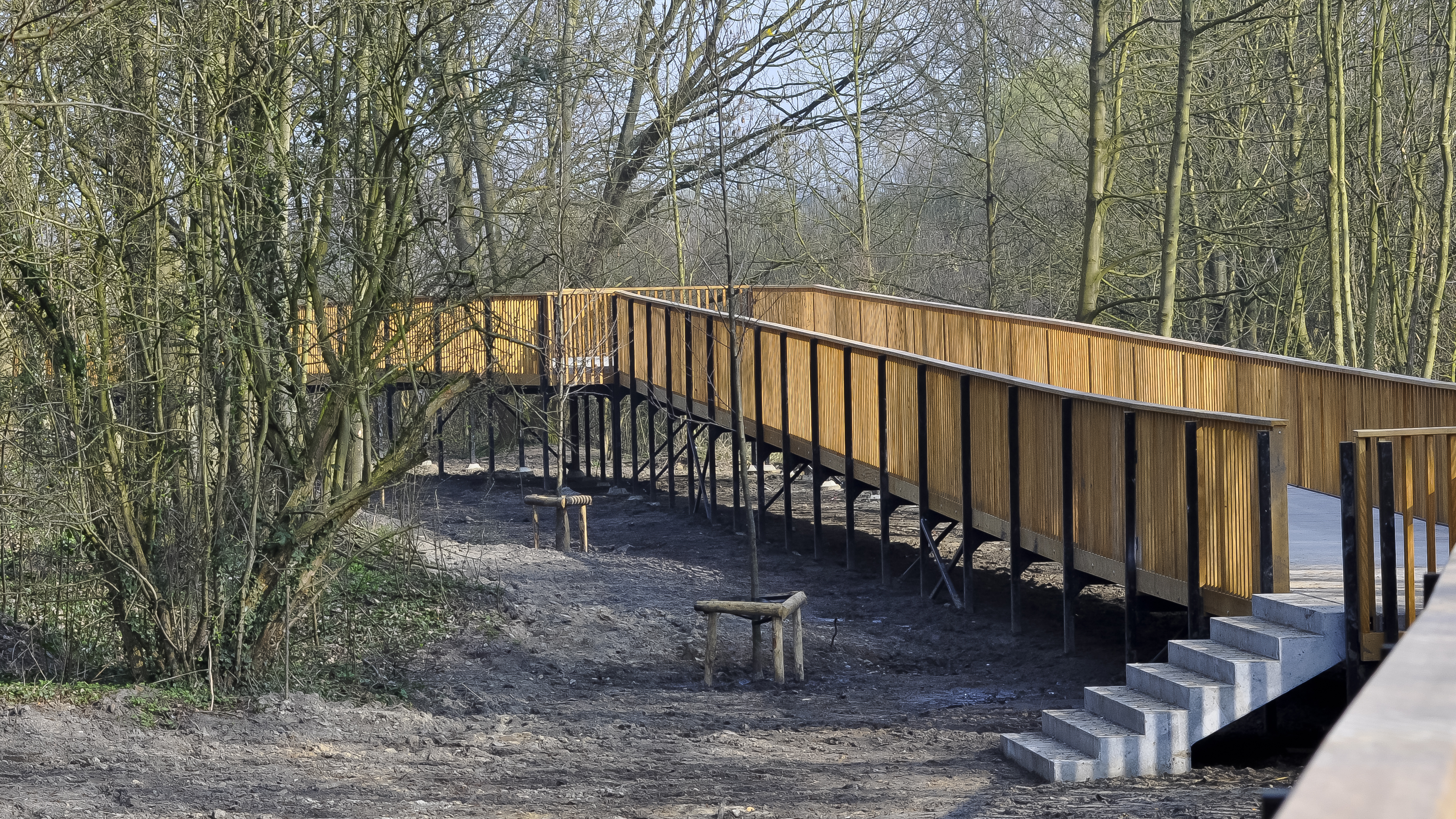
De verbinding tussen het Dienstencentrum en de speeltuin
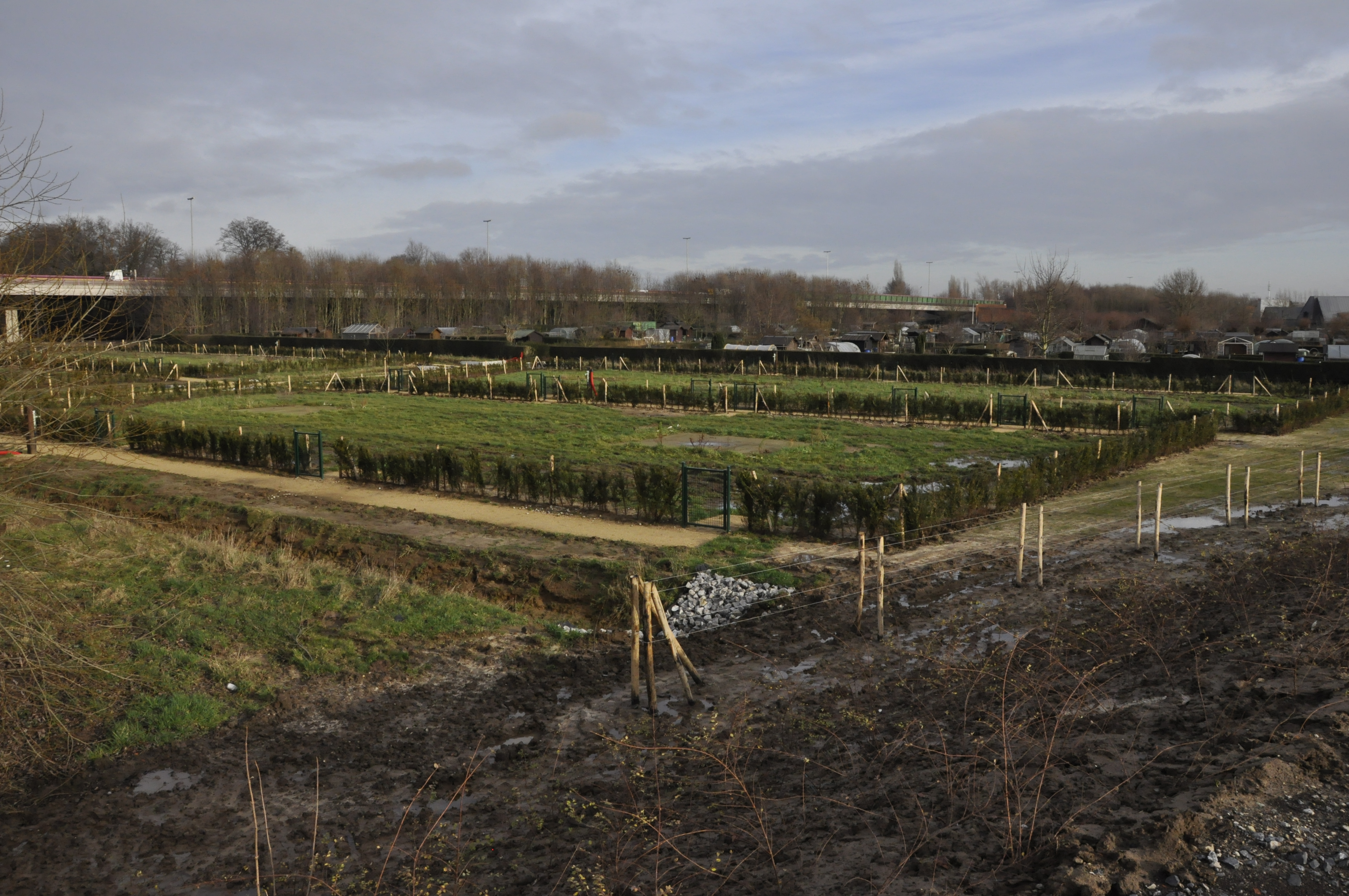
Uitbreiding van de volkstuinen
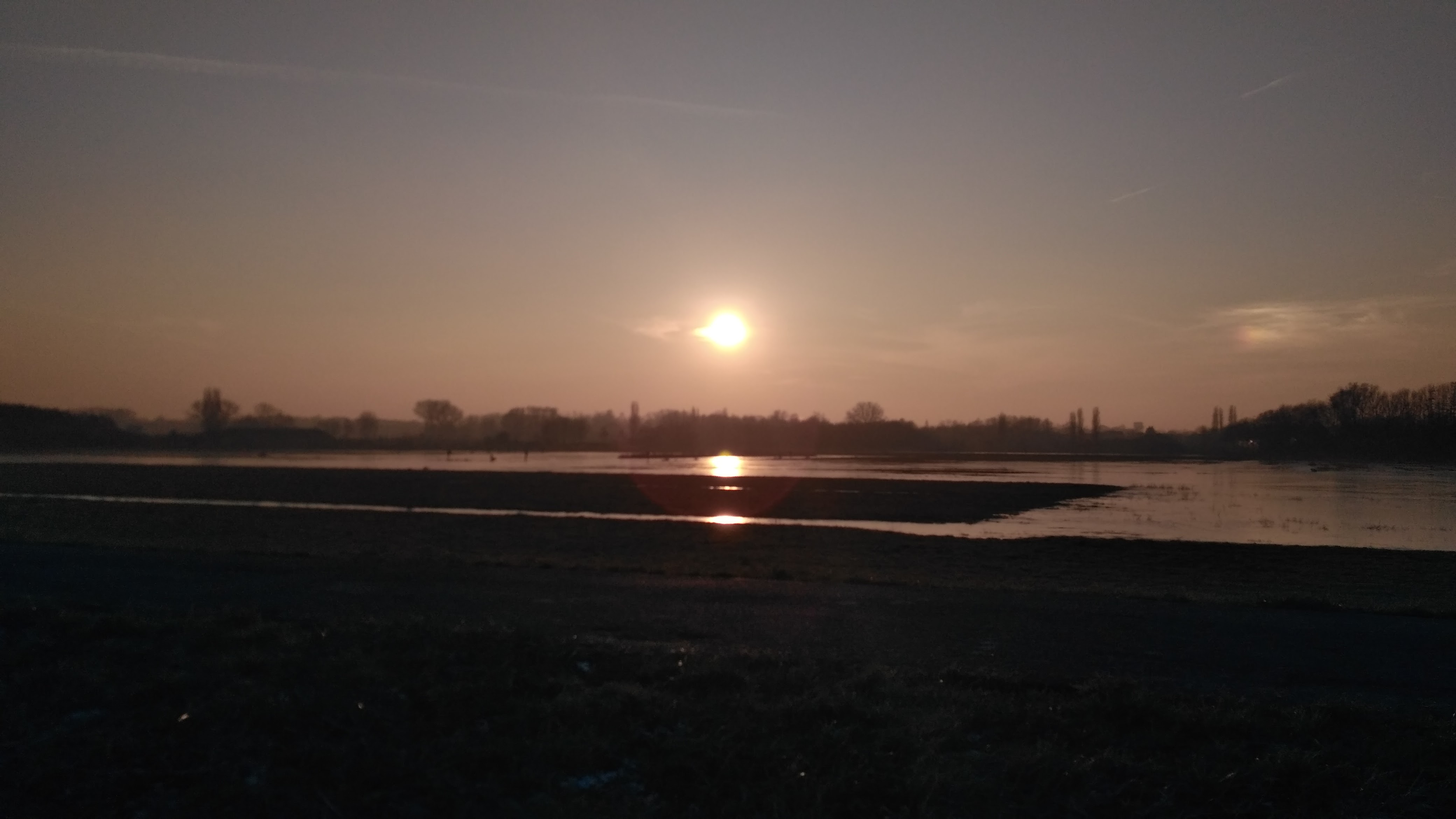
Zonsondergang bij Gentbrugse Meersen
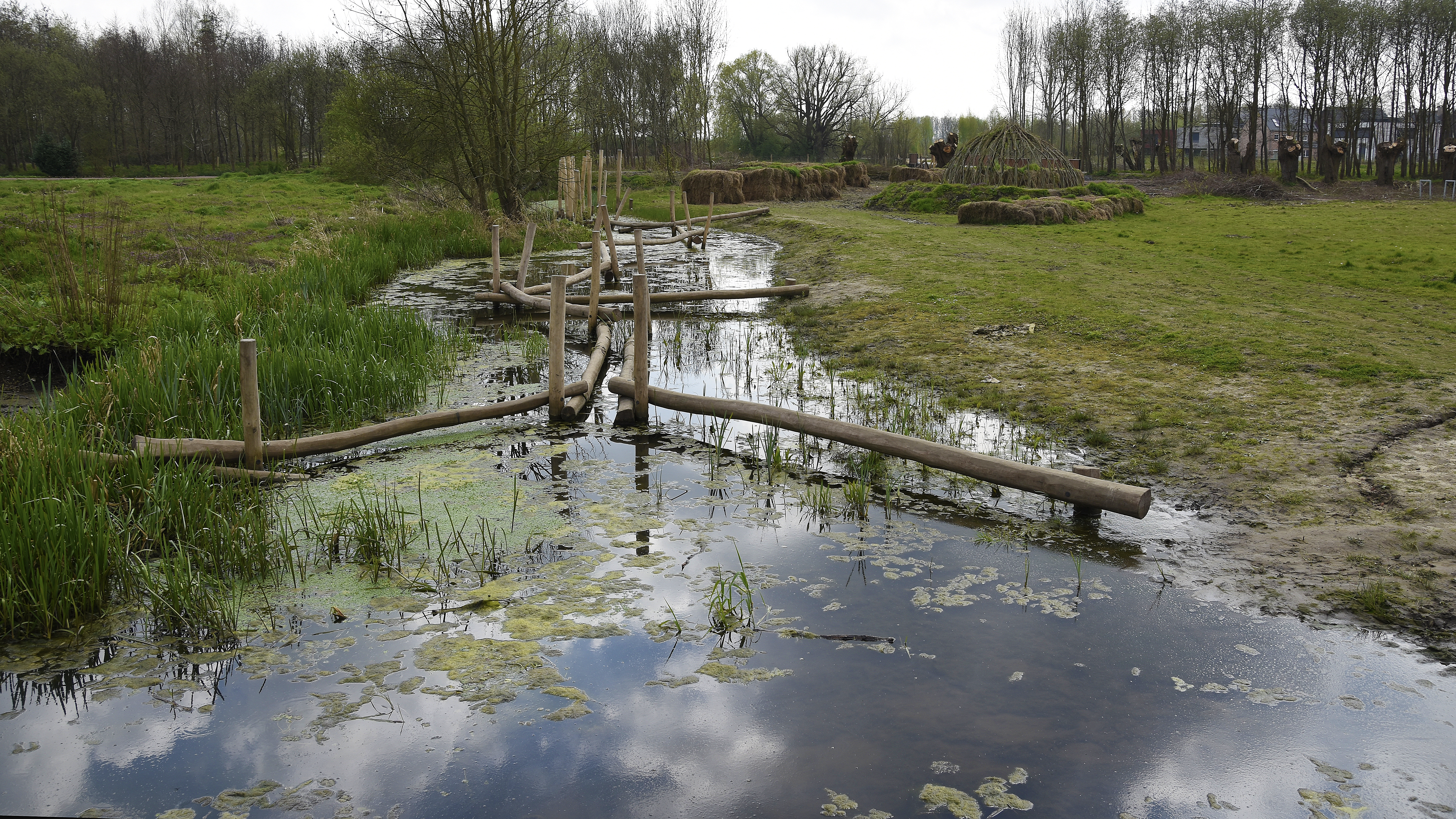
De meersen in 2017
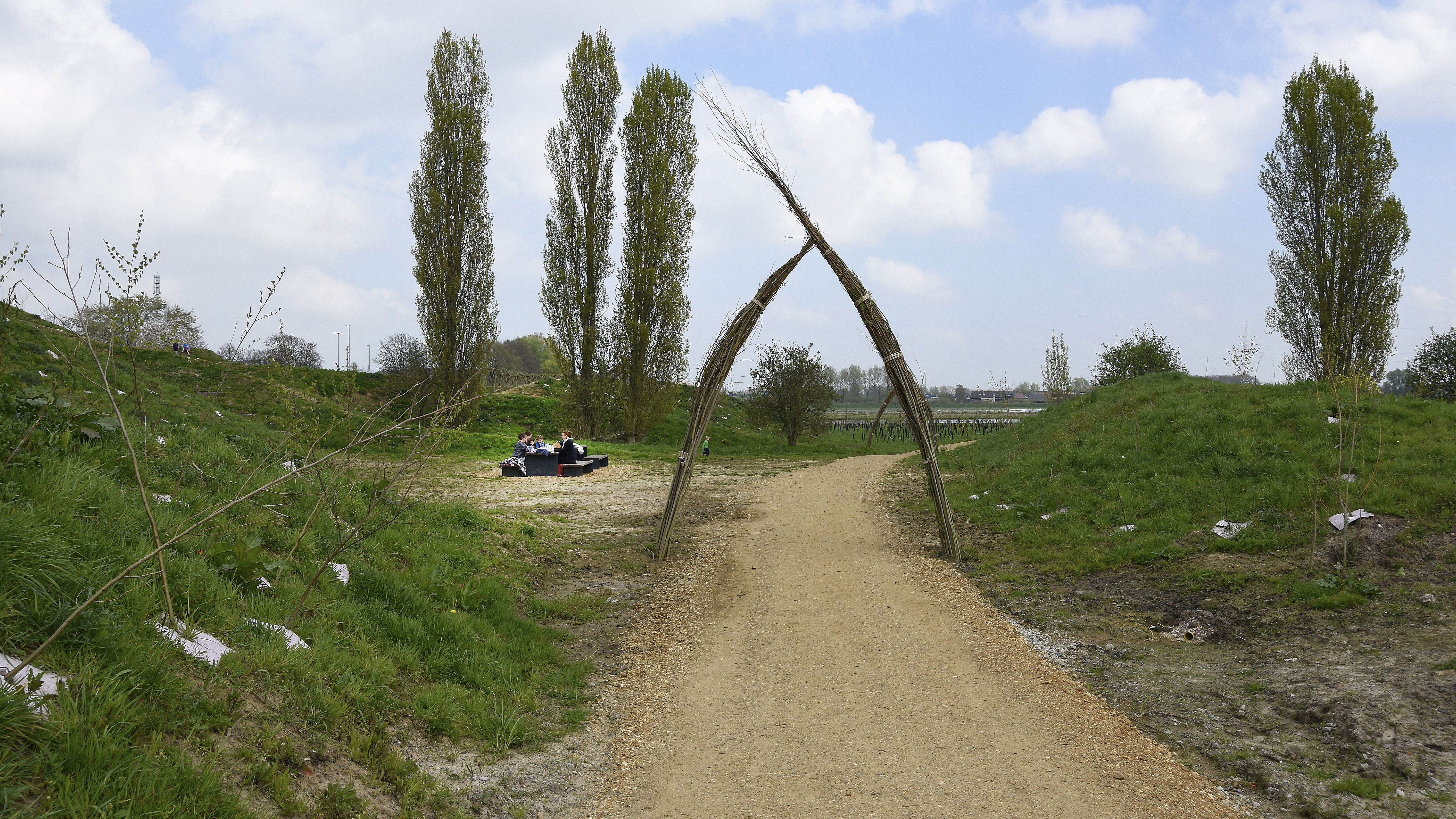
Het speelbos in 2017